# حمض الميريستيك
حمض الميريستيك (أو حسب التسمية النظامية حمض التتراديكانويك) هو حمض كربوكسيلي له الصيغة الكيميائية C14H28O2، والتي يمكن كتابتها على الشكل CH3(CH2)12COOH. ويكون على شكل بلورات قشرية بيضاء. ينتمي حمض الميريستيك إلى الأحماض الدهنية المشبعة، وتسمى أملاح واسترات هذا الحمض ميريستات (أو تتراديكانوات).

## الوفرة الطبيعية
يوجد حمض الميريستيك طبيعياً في جوزة الطيب، ومن هنا أتت التسمية حمض الميريستيك، وذلك من الاسم العلمي Myristica fragrans (جوزة الطيب العطر)، والتي أطلقها عليه العالم ليون بليفير Lyon Playfair عندما عزله أول مرة منها سنة 1841. تحوي زبدة جوزة الطيب في تركيبها على 75% من ثلاثي الميريستين (تريميريستين)، وهو ثلاثي غليسيريد من حمض الميريستيك.
كما يوجد حمض الميريستيك أيضاً في زيت بذر النخيل وزيت جوز الهند وفي دهن الحليب؛ وهو يشكل من 8-14% من حليب الجاموس، وحوالي 8.6% من حليب الثدي، بالإضافة إلى وجوده كأحد المكونات الثانوية في دهن عدد من المنتجات الطبيعية الأخرى؛ مثل العنبرية. يوجد أيضاً في بعض النباتات مثل نبات السوسن وفي سيقانه؛ كما يوجد في بعض أنواع نبات دوريان (دوريان نفاذ).

## الخواص
يوجد المركب في الشروط القياسية على شكل بلورات قشرية بيضاء اللون، ذات انحلالية ضعيفة جداً في الماء، لمنها تنحل بشكل جيد في المذيبات العضوية مثل الإيثر الإيثيلي والأسيتون والكلوروفورم.

## الاستخدامات
يستخدم حمض الميريستيك في إنتاج الصابون والكحولات الدهنية؛ كما يستخدم في صناعة مستحضرات التجميل.